# Orchesellinae
Sous-famille
Les Orchesellinae sont une sous-famille de collemboles de la famille des Orchesellidae.

## Liste des genres
Selon Checklist of the Collembola of the World (version du 24 août 2019) :
- Corynothrichini Mari Mutt, 1980
  - Australotomurus Stach, 1947
  - Corynothrix Tullberg, 1877
  - Orchesellides Bonet, 1930
- Orchesellini Börner, 1906
  - Orchesella Templeton, 1836
  - Neorchesella Mari Mutt, 1981

## Publication originale
- Börner, 1906 : Das System der Collembolen nebst Beschreibung neuer Collembolen des Hamburger Naturhistorischen Museums. Jahrbuch der Hamburgischen Wissenschaftlichen Anstalten, vol. 23, no 2, p. 147-186 (texte intégral).